# Precious Achiuwa
Precious Ezinna Achiuwa, né le 19 septembre 1999 à Port Harcourt au Nigeria, est un joueur nigérian de basket-ball. Il évolue aux postes d'ailier fort et pivot pour les Knicks de New York.

## Biographie

### Carrière universitaire
Precious Achiuwa évolue une seule saison (2019-2020) pour les Tigers de Memphis et est le coéquipier de James Wiseman, annoncé comme l'un des trois meilleurs joueurs de la draft 2020 de la NBA.
Le 24 avril 2020, il décide de se présenter à la draft durant laquelle il est attendu parmi les vingt premiers choix.

### Carrière professionnelle

#### Heat de Miami (2020-2021)
Le 18 novembre 2020, il est sélectionné à la 20e position de la draft 2020 de la NBA par le Heat de Miami.

#### Raptors de Toronto (2021-2023)
En août 2021, il est envoyé aux Raptors de Toronto avec Goran Dragić en échange de Kyle Lowry.

#### Knicks de New York (depuis 2024)
Fin décembre 2023, il est transféré vers les Knicks de New York avec OG Anunoby et Malachi Flynn contre R. J. Barrett et Immanuel Quickley.

## Palmarès

### Distinctions personnelles
- First-team All-ACC (2020)
- ACC Player of the Year (2020)
- ACC Freshman of the Year (2020)

## Statistiques

### Universitaires
Les statistiques de Precious Achiuwa en matchs universitaires sont les suivantes :
| Saison    | Équipe  | Matchs | Titul. | Min./m | % Tir | % 3pts | % LF | Rbds/m. | Pass/m. | Int/m. | Ctr/m. | Pts/m. |
| --------- | ------- | ------ | ------ | ------ | ----- | ------ | ---- | ------- | ------- | ------ | ------ | ------ |
| 2019-2020 | Memphis | 31     | 31     | 30,4   | 49,3  | 32,5   | 59,9 | 10,77   | 0,97    | 1,10   | 1,87   | 15,77  |

### Professionnelles

#### Saison régulière NBA
| Saison    | Équipe  | Matchs | Titul. | Min./m | % Tir | % 3pts | % LF | Rbds/m. | Pass/m. | Int/m. | Ctr/m. | Pts/m. |
| --------- | ------- | ------ | ------ | ------ | ----- | ------ | ---- | ------- | ------- | ------ | ------ | ------ |
| 2020-2021 | Miami   | 61     | 4      | 12,1   | 54,4  | 0,0    | 50,9 | 3,41    | 0,48    | 0,33   | 0,46   | 4,98   |
| 2021-2022 | Toronto | 73     | 28     | 23,6   | 43,9  | 35,9   | 59,5 | 6,48    | 1,12    | 0,51   | 0,56   | 9,10   |
| Total     | Total   | 134    | 32     | 18,4   | 46,8  | 35,7   | 55,6 | 5,08    | 0,83    | 0,43   | 0,51   | 7,22   |

#### Playoffs NBA
| Saison | Équipe  | Matchs | Titul. | Min./m | % Tir | % 3pts | % LF | Rbds/m. | Pass/m. | Int/m. | Ctr/m. | Pts/m. |
| ------ | ------- | ------ | ------ | ------ | ----- | ------ | ---- | ------- | ------- | ------ | ------ | ------ |
| 2021   | Miami   | 3      | 0      | 4,1    | 75,0  | 0,0    | 25,0 | 2,00    | 0,00    | 0,00   | 0,67   | 2,33   |
| 2022   | Toronto | 6      | 1      | 27,8   | 48,1  | 31,3   | 60,0 | 4,80    | 1,00    | 0,20   | 0,80   | 10,20  |
| Total  | Total   | 9      | 1      | 19,9   | 50,0  | 31,3   | 50,0 | 3,90    | 0,70    | 0,10   | 0,80   | 7,60   |

## Records sur une rencontre en NBA
Les records personnels de Precious Achiuwa en NBA sont les suivants, :
| Type de statistique        | Saison régulière | Saison régulière            | Saison régulière | Playoffs | Playoffs                | Playoffs      |
| Type de statistique        | Record           | Adversaire                  | Date             | Record   | Adversaire              | Date          |
| -------------------------- | ---------------- | --------------------------- | ---------------- | -------- | ----------------------- | ------------- |
| Points                     | 27               | @ Trail Blazers de Portland | 27 janvier 2023  | 20       | 76ers de Philadelphie   | 20 avril 2022 |
| Paniers marqués            | 12               | Hawks d'Atlanta             | 12 février 2025  | 9        | 76ers de Philadelphie   | 20 avril 2022 |
| Paniers tentés             | 16               | 3 fois                      | 3 fois           | 11       | 2 fois                  | 2 fois        |
| Paniers à 3 points réussis | 5                | 76ers de Philadelphie       | 7 avril 2022     | 2        | 2 fois                  | 2 fois        |
| Paniers à 3 points tentés  | 8                | Lakers de Los Angeles       | 18 mars 2022     | 5        | @ 76ers de Philadelphie | 25 avril 2022 |
| Lancers francs réussis     | 6                | 3 fois                      | 3 fois           | 2        | @ 76ers de Philadelphie | 25 avril 2022 |
| Lancers francs tentés      | 9                | 2 fois                      | 2 fois           | 4        | @ Bucks de Milwaukee    | 24 mai 2021   |
| Rebonds offensifs          | 8                | Pacers de l'Indiana         | 1er février 2024 | 2        | 3 fois                  | 3 fois        |
| Rebonds défensifs          | 18               | @ Heat de Miami             | 24 octobre 2022  | 6        | @ 76ers de Philadelphie | 25 avril 2022 |
| Rebonds totaux             | 22               | @ Heat de Miami             | 24 octobre 2022  | 7        | @ 76ers de Philadelphie | 25 avril 2022 |
| Passes décisives           | 5                | @ Magic d'Orlando           | 14 février 2024  | 3        | @ 76ers de Philadelphie | 16 avril 2022 |
| Interceptions              | 4                | Pacers de l'Indiana         | 1er février 2024 | 1        | @ 76ers de Philadelphie | 18 avril 2022 |
| Contres                    | 4                | Celtics de Boston           | 28 mars 2022     | 3        | @ 76ers de Philadelphie | 25 avril 2022 |
| Balles perdues             | 5                | 76ers de Philadelphie       | 7 avril 2022     | 4        | 76ers de Philadelphie   | 20 avril 2022 |
| Minutes jouées             | 42               | @ Pistons de Détroit        | 16 mai 2021      | 36       | 76ers de Philadelphie   | 20 avril 2022 |

- Double-double : 36
- Triple-double : 0

Dernière mise à jour : 10 avril 2025